# Kingdom of Loathing
Kingdom of Loathing, KoL, är ett webbläsarbaserat MMORPG utvecklat av Asymmetric Publications. Spelet släpptes som en öppen beta i februari 2003 och i juni 2005 utökades spelet en del och gick därmed officiellt ut ur betastadiet. Grafiken består av simpla streckfigurer som är ritade av Zack "Jick" Johnsson. Jick jobbar med Kingdom of Loathing på heltid. Han har även en kompanjon i utvecklandet av KoL, Josh "Mr. Skullhead" Nite. Utöver Mr.Skullhead har Jick ett par anställda som hjälper till med att skriva de roliga texter som spelet är känt för, samt som hjälper till med kodningen. Spelet är känt för att innehålla en hel del referenser till populärkulturen. Det är dessa referenser och humoristiska skämt som gjort spelet så omtyckt.
Spelet är gratis att spela men för de som vill finns det möjlighet att donera pengar. Om man donerar US $10 får man en belöning av Asymmetric Publications. Belöningen kallas Mr. Accessory och går att använda som valuta i en speciell affär i spelet, kallad Mr Store. Mr Store har speciella varor, bland annat en vara som ändras varje månad.

## Spelmekanik
Spelet går ut på att man ska rädda kungen Ralph från en ond trollkvinna kallad "The Naughty Sorceress", ofta förkortad till NS. För att göra detta måste man klara uppdrag, döda monster, få specialförmågor och gå upp nivåer (Levels). Man behöver föremål samt en del av spelets egen valuta, kött (Meat).
Spelet är ett så kallat tur-baserat spel där man tillbringar turer, i spelet kallat Äventyr (Adventures), för att slåss mot monster. Man får 40 äventyr som bas i KoL varje rollover. Rollover är när servrarna tas ner en liten stund, vanligtvis under 5-20 minuter med start 02:30 UTC förutom på söndagar då rollovern är i cirka en timme. Man kan utöka antalet äventyr man får genom att ha vissa sorters kläder, vissa saker på sin sovplats eller ha vissa saker i sin klan. Man kan även utöka antalet turer genom att äta mat, dricka sprit eller använda saker som påverkar mjälten. Man kan dock inte, precis som en vanlig människa, äta eller dricka hur mycket som helst utan att få problem. Om man dricker för mycket i spelet blir man full och kan inte fortsätta att tillbringa turer. Om man försöker äta mer än man klarar står det att man är för mätt och om man försöker använda mjältskadande saker står det att ens mjälte inte klarar mer stryk. Det finns en övre gräns för hur många äventyr man kan ha; vid rollover försvinner allt över 200 äventyr.
Man kan även skapa egna saker med några få enkla tekniker, såsom att använda "meat paste", smida/pulverisera med en hammare, koka mat på en spis, mixa drinkar med en blender eller smida smycken med juvelerartång. Att göra detta kostar ofta äventyr, men det finns föremål och figurer i spelet som kan skapa saker åt en utan att man behöver spendera äventyr.

## Level
För att gå upp i nivåer, "levels", måste man ha ett visst antal poäng i sin primära egenskap, det vill säga en egenskap som den klass man spelar är specialiserad på. Om man går upp i level kan man få tillgång till andra uppdrag och förmågor.

### Muscle
Muscle mäter ens fysiska styrka.
Det är också
- den primära egenskapen för Seal Clubbers and Turtle Tamers
- den sekundära för Pastamancers och Disco Bandits
- ett mått för att räkna ut ens Hit Points - HP
- ett mått för att räkna ut chansen att träffa med ett närstridsvapen.
- en förutsättning för att kunna utrusta närstridsvapen - de kan inte utrustas om inte ens bas Muscle är tillräckligt hög

### Mysticality
Mysticality mäter spelarens mentala styrka.
Det är också
- den primära egenskapen för Pastamancers and Saucerors
- den sekundära egenskapen för Turtle Tamers and Accordion Thieves
- ett mått för att räkna ut ens MP
- ett mått för att räkna ut hur mycket man skadar med magi
- en förutsättning för att kunna utrusta accessoarer- de kan inte utrustas om inte ens bas Mysticality är tillräckligt hög

### Moxie
Moxie mäter spelarens stil, energi, mod, beslutsamhet och initiativ.
Det är också
- den primära egenskapen för Disco Bandits och Accordion Thieves
- den sekundära egenskapen för Seal Clubbers and Saucerors
- ett mått för att räkna ens chanser att undvika i strid
- ett mått för att räkna ut skadan om man blir träffad
- ett mått för att räkna chansen att träffa med projektilvapen
- en förutsättning för att kunna utrusta hattar och byxor- de kan inte utrustas om inte ens bas Moxie är tillräckligt hög

## NS13
NS13 är det senaste steget mot det kompletta KoL, då slutbossen, Naughty Sorceress, uppgraderades från level 11 till level 13. I och med NS13 lade man till 2 nya uppdrag, 400 nya föremål och införde 20 nya zoner. Denna förändring ägde rum den 25 juni 2007.

## Klasser
I Kingdom of Loathing finns det tre klasser med vardera två underklasser. 

### Muscle
Seal Clubber
Seal Clubber är en klass som är specialiserad på att smida vapen och att strida med närstridsvapen. De kan lära sig färdigheter som expanderar deras stridsstil. De kan också pulverisera saker vilket senare kan smidas till nya saker och användas till matlagning. Den är den mest offensiva klassen.
Turtle Tamer
Turtle Tamer är en klass som är specialiserad på att smida skyddande utrustning. De kan också kalla mäktiga defensiva trollformler som ger ett kraftigt skydd. De har en förmåga att öka sina familiars level lite med olika förmågor och trollformler.

### Mysticality
Pastamancer
Pastamancers är en klass som är specialiserad på att framställa mat som ger många äventyr om man äter den, och att kasta mycket defensiva stridsformler. Det kan skapa andra klassers biprodukter, allt från formelkastning till den bästa maten i spelet.
Sauceror
Saucerors är en mer självförsörjande underklass än Pastamancers. De kan kasta billigare formler än Pastamancers men de är också mycket svagare. De kan göra de såser som Pastamancers använder för att tillaga något några av de bättre recepten i spelet.

### Moxie
Disco Bandit
Disco Bandits är en klass som är specialiserad på att tillverka sprit i spelet. Till detta använder de groggvirke som de framställer genom att kasta en formel. Disco Bandits är den näst mest offensiva klassen i spelet vilket gör dem till svåra motståndare. De, tillsammans med Accordion Thiefs, kan i strid länsa motståndarens fickor för en chans till extra föremål. 
Accordion Thief
Accordion Thiefs är den klass som kan spela sånger för att påverka sin egen prestation eller för att hjälpa sina vänner, så kallade buffar. De har inga egna speciella attacker utan kan bara lära sig de olika sångerna.

## Ascension
Ascension infördes den 9 juni 2005 och var det första steget mot Jicks dröm om ett komplett KoL. När man har gjort alla uppdrag och befriat kungen finns en möjlighet att återfödas, Ascension. Man får då välja klass igen och även ett av nio stjärntecken. När man klarat en hel ascension och sedan återföds utfaller en belöning i form av ädelstenar och vissa sorters speciell mat och sprit. Om man klarar en speciell sorts ascension som kallas Hardcore får man tillgång till ett klädesplagg i spelet som har mycket bra "enchantments". Man får även göra en klassförmåga som man fått under spelet till en permanent förmåga, som man kan ta vidare till sina efterkommande spelomgångar. Man får även tillgång till nya områden att tillbringa sina äventyr på, beroende på vilket stjärntecken man valt.
Man kan utöver detta välja att spela sin nästa spelomgång med en begränsning av hur man kan få sina äventyr. Man kan välja att inte äta mat, inte dricka sprit, eller inta göra något av det. Detta ger en extra belöning när ma klarat den omgången.
"Hardcore" är en svårighetsgrad där man inte får använda de föremål man fått under dina tidigare spelomgångar. Man kan använda familiarer och de förmågor som man valt att göra permanenta, men bara de som man gjort permanenta i tidigare Hardcore omgångar.
"Bad Moon" är ytterligare en svårighetsgrad i spelet. Man får då inte med sig någonting alls, utan det är som att börja spelet med en helt ny karaktär. "Bad Moon" är inte tillgängligt för alla utan måste "låsas upp" på något sätt i spelet.

## Spelartillverkade verktyg

### Botar
Bot (program) är inte nödvändigtvis otillåtna i KoL, som i många andra spel, men det beror på vad de gör. De kan buffa, laga mat, chatta, kasta tärning och anordna spel. Botar som köper upp saker i parti är inte tillåtna.

### Javaklienter
KolMelion
Skapades av spelaren Papa Zito. Är föregångaren till KoLMafia. Uppdateras inte längre.
KoLMafia
är den i särklass mest utbredda Javaklienten till KoL. Skapades för att man skulle kunna spela spelet under kafferaster på jobbet. Uppdateras ständigt. Kräver Java.